# Pershore

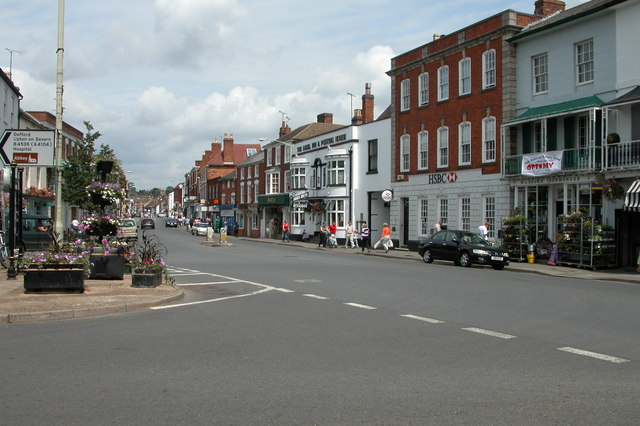
The High Street, en Pershore.

Pershore es una pequeña ciudad comercial en Worcestershire (Inglaterra), a orillas del río Avon. Pershore está en el distrito de Wychavon, y es parte de la demarcación parlamentaria de West Worcestershire. En el censo de 2001 la población de Pershore era de 7.304 habitantes. Lo más conocido de la ciudad son la Abadía de Pershore, el Pershore College, y las ciruelas y peras que crecen en los alrededores.
Pershore está a seis millas al oeste de Evesham y a otras seis millas al este de Upton-upon-Severn. La carretera A44, de Worcester a Evesham pasa cerca. Hay estación de ferrocarril, que permite viajar directamente a la Estación de Paddington, en Londres, vía Evesham, Moreton-in-Marsh, Oxford, Didcot y Reading, aunque la estación de Pershore está a más de una milla del centro de la ciudad.